# Itezhi Tezhi (Distrikt)
Itezhi-Tezhi ist einer von 15 Distrikten in der Südprovinz in Sambia. Er hat eine Fläche von 15.791 km² und es leben 130.216 Menschen in ihm (2022). Sitz der Verwaltung ist der Ort Itezhi Tezhi.

## Geschichte
Vor 2012 war Itezhi-Tezhi Teil der Südprovinz Sambias. Dann beschloss Präsident Michael Sata im Jahr 2012, den Distrikt Itezhi-Tezhi gegen den Willen der Anwohner von der Südprovinz in die Zentralprovinz zu verlegen.
Neun Jahre später, am 17. November 2021, gab Präsident Hakainde Hichilema seine Absicht bekannt, den Schritt des verstorbenen ehemaligen Präsidenten Michael Sata rückgängig zu machen. Präsident Hichilema erklärte Itezhi-Tezhi offiziell zum Teil der Südprovinz (nicht länger Teil der Zentralprovinz) und brachte damit den Distrikt zu seiner ursprünglichen Provinz zurück. Dies wurde vereinbart, nachdem die Häuptlinge des Gebiets im Vormonat dringend darum gebeten hatten, den Distrikt in seine ursprüngliche Provinz zurückzubringen, wo Einrichtungen leichter zu erreichen sind. Die Hauptstadt der Südprovinz, Choma, ist nur eine Straße entfernt.